# Мокроусовский район
Мокроусовский район — административно-территориальная единица (район) в Курганской области России. В рамках организации местного самоуправления в границах района существует муниципальное образование Мокроусовский муниципальный округ (с 2004 до 2022 гг. — муниципальный район).
Административный центр — село Мокроусово.

## География
Район расположен в северо-восточной части Курганской области, граничит с Тюменской областью, а также с Варгашинским, Лебяжьевским, Макушинским, Частоозёрским районами области.
Основные реки: Кизак и Суерь. Наиболее крупные озёра: Чёрное, Стекленей, Щучье, Куртан, Татарка, Сычёво, Семискуль.

## История

### 1923—1963 годы
На основании постановления ВЦИК от 3 ноября 1923 года и Декрета ВЦИК от 12 ноября 1923 года в составе Курганского округа Уральской области образован Мокроусовский район с центром в селе Мокроусово из Мокроусовской волости Ялуторовского уездаТюменской губернии и Лапушинской, Могилевской, части Михайлоской и Спасо-Преображенской волостей Курганского уезда Челябинской губернии. В состав района вошёл 16 сельсоветов: Беловский, Карпунинский, Кокоревский, Крепостинский, Куртанский, Лапушинский, Лопаревский, Могилевский, Мокроусовский, Песьяновский, Полойский, Селезневский, Семискульский, Сунгуровский, Утичевский, Чесноковский, Шелеповский.
Постановлением Президиума Уралоблисполкома от 31 декабря 1925 года образованы Большекаменский и Большепесьяновский сельсоветы.
Постановлением Президиума Уралоблисполкома от 16 сентября 1926 года Песьяновский сельсовет переименован в Малопесьяновский сельсовет.
Постановлением ВЦИК от 1 января 1932 года из упразднённого Марайского района перечислены: Барнаульский, Верхнесуерский, Дмитриевский, Заложинский, Кругловский, Крутихинский, Марайский, Михайловский, Молотовский, Мостовской, Новотроицкий, Носковский, Обменовский, Ошурковский, Просековский, Середкинский сельсоветы; из Емуртлинского района Тюменского округа перечислены Дураковский, Уваровский и Щигровский сельсоветы.
Постановлением ВЦИК от 17 января 1934 года район включён в состав Челябинской области.
Постановлением ВЦИК от 18 января 1935 года во вновь образованный Варгашинский район перечислены: Носковский и Обменовский сельсоветы; во вновь образованный Мостовскоий район перечислены: Барнаульский, Беловский, Большепесьяновский, Верхнесуерский, Дмитриевский, Дураковский, Заложинский, Кругловский, Крутихинский, Лапушинский, Малопесьяновский, Марайский, Михайловский, Молотовский, Мостовской, Новотроицкий, Ошурковский, Просековский, Середкинский, Сунгуровский сельсоветы.
Указом Президиума Верховного Совета РСФСР от 27 декабря 1939 года из Мостовского района перечислены: Беловский, Дураковский, Лапушинский, Малопесьяновский и Сунгуровский сельсоветы.
Указом Президиума Верховного Совета СССР от 6 февраля 1943 года район включён в состав Курганской области.
Указом Президиума Верховного Совета РСФСР от 14 июня 1954 года упразднены Беловский, Большекаменский, Дураковский, Карпунинский, Кокоревский и Малопесьяновский сельсоветы.
Решением Курганского облисполкома от 30 января 1957 года образован Карпунинский сельсовет, упразднён Чесноковский сельсовет.
Решением Курганского облисполкома от 14 мая 1959 года образован Травнинский сельсовет, упразднены Полойский и Селезневский сельсоветы.
Указом Президиума Верховного Совета РСФСР от 1 февраля 1963 года Мокроусовский район упразднён, его сельсоветы переданы в укрупненный Лебяжьевский сельский район

### С 1965 года
Указом Президиума Верховного Совета РСФСР от 12 января 1965 года образован Мокроусовский район с центром в селе Мокроусово. В состав района вошло 14 сельсоветов, из них 2 перечислены из Варгашинского сельского района: Маломостовской и Новотроицкий; и 12 перечислены из Лебяжьевского сельского района: Карпунинский, Крепостинский, Куртанский, Лапушинский, Мокроусовский, Песьяновский, Рассветский, Семискульский, Травнинский, Уваровский, Утичевский, Шелеповский и Щигровский.
Решением Курганского облисполкома от 24 января 1966 года образован Лопаревский сельсовет.
Решением Курганского облисполкома от 19 декабря 1973 года Новотроицкий сельсовет переименован в Старопершинский сельсовет.
Решением Курганского облисполкома от 25 января 1977 года образован Сунгуровский сельсовет.
Решением Курганского облисполкома от 23 июля 1981 года образован Михайловский сельсовет.
Законом Курганской области от 31 октября 2018 года упразднены Карпунинский и Крепостинский сельсоветы.
Законом Курганской области от 8 октября 2021 года № 109 в районе упразднены все сельсоветы, муниципальный район и входившие в его состав сельские поселения были преобразованы путём их объединения к 18 октября 2021 года в муниципальный округ.

## Население
| 1926    | 1939    | 1959    | 1970    | 1979    | 1989    | 2002    |
| ------- | ------- | ------- | ------- | ------- | ------- | ------- |
| 25 626  | ↘18 660 | ↗20 199 | ↗23 393 | ↘19 577 | ↘17 157 | ↘15 379 |
| 2009    | 2010    | 2011    | 2012    | 2013    | 2014    | 2015    |
| ↘14 093 | ↘13 115 | ↘13 088 | ↘12 851 | ↘12 610 | ↘12 255 | ↘11 961 |
| 2016    | 2017    | 2018    | 2019    | 2020    | 2021    |         |
| ↘11 834 | ↘11 709 | ↘11 574 | ↘11 360 | ↘11 221 | ↘9465   |         |

### Национальный состав
- русские — 92 %
- казахи — 4 %

## Территориальное устройство
В рамках административно-территориального устройства, до 2021 года район делился на административно-территориальные единицы: 15 сельсоветов.
В рамках муниципального устройства, до 2021 года в одноимённый муниципальный район входили 15 муниципальных образований со статусом сельских поселений.
| №     | Бывшее муниципальное образование | Административный центр | Количество населённых пунктов | Население (чел.) | Площадь (км²) |
| ----- | -------------------------------- | ---------------------- | ----------------------------- | ---------------- | ------------- |
| 1e-06 | Карпунинский сельсовет           | село Карпунино         | 2                             | ↘128             | 115,68        |
| 2e-06 | Крепостинский сельсовет          | село Крепость          | 2                             | ↘388             | 197,08        |
| 1     | Куртанский сельсовет             | село Куртан            | 2                             | ↘356             | 259,68        |
| 2     | Лапушинский сельсовет            | село Лапушки           | 3                             | ↘328             | 152,86        |
| 3     | Лопаревский сельсовет            | село Лопарево          | 3                             | ↘229             | 167,99        |
| 4     | Маломостовской сельсовет         | село Малое Мостовское  | 5                             | ↘577             | 180,74        |
| 5     | Михайловский сельсовет           | село Михайловка        | 2                             | ↘445             | 180,82        |
| 6     | Мокроусовский сельсовет          | село Мокроусово        | 4                             | ↘5082            | 63,77         |
| 7     | Рассветский сельсовет            | село Рассвет           | 3                             | ↘278             | 258,17        |
| 8     | Семискульский сельсовет          | село Одино             | 3                             | ↘250             | 369,80        |
| 9     | Старопершинский сельсовет        | село Старопершино      | 2                             | →507             | 124,68        |
| 10    | Сунгуровский сельсовет           | село Сунгурово         | 2                             | ↘577             | 126,48        |
| 11    | Травнинский сельсовет            | село Травное           | 3                             | ↘590             | 217,54        |
| 12    | Уваровский сельсовет             | село Уварово           | 2                             | ↗311             | 137,93        |
| 13    | Утичёвский сельсовет             | село Утичье            | 4                             | ↘575             | 178,33        |
| 14    | Шелеповский сельсовет            | село Шелепово          | 2                             | ↘329             | 182,29        |
| 15    | Щигровский сельсовет             | село Щигры             | 3                             | ↗385             | 162,50        |

Законом Курганской области от 6 июля 2004 года в рамках организации местного самоуправления в границах района был создан муниципальный район, в составе которого были выделены 17 сельских поселений (сельсоветов).
Законом Курганской области от 31 октября 2018 года, в состав Мокроусовского сельсовета были включены все населённые пункты упразднённых Карпунинского и Крепостинского сельсоветов.
Законом Курганской области от 8 октября 2021 года, муниципальный район и все входившие в его состав сельские поселения были упразднены и преобразованы путём их объединения в муниципальный округ; помимо этого были упразднены и сельсоветы района как его административно-территориальные единицы.

## Населённые пункты
В Мокроусовском районе  (муниципальном округе) 47 населённых пунктов (все — сельские).
| №  | Населённый пункт | Тип     | Население | Бывшее муниципальное образование |
| -- | ---------------- | ------- | --------- | -------------------------------- |
| 1  | Большое Каменное | деревня | ↘5        | Рассветский сельсовет            |
| 2  | Большое Песьяное | деревня | ↘48       | Лапушинский сельсовет            |
| 3  | Большое Щучье    | деревня | ↘75       | Шелеповский сельсовет            |
| 4  | Воскресенка      | деревня | ↘28       | Лопаревский сельсовет            |
| 5  | Денисово         | деревня | ↘9        | Семискульский сельсовет          |
| 6  | Дмитриевка       | деревня | ↘200      | Старопершинский сельсовет        |
| 7  | Еремино          | деревня | ↗84       | Уваровский сельсовет             |
| 8  | Жиляковка        | деревня | ↘9        | Мокроусовский сельсовет          |
| 9  | Каракуль         | деревня | ↘15       | Травнинский сельсовет            |
| 10 | Карпунино        | село    | ↘167      | Мокроусовский сельсовет          |
| 11 | Кокорево         | деревня | ↘103      | Мокроусовский сельсовет          |
| 12 | Крепость         | село    | ↘327      | Мокроусовский сельсовет          |
| 13 | Круглое          | деревня | ↘174      | Маломостовской сельсовет         |
| 14 | Круглое          | деревня | ↘79       | Травнинский сельсовет            |
| 15 | Кукарская        | деревня | ↘81       | Мокроусовский сельсовет          |
| 16 | Курская          | деревня | ↘109      | Щигровский сельсовет             |
| 17 | Куртан           | село    | ↘426      | Куртанский сельсовет             |
| 18 | Лапушки          | село    | ↘294      | Лапушинский сельсовет            |
| 19 | Лопарево         | село    | ↘256      | Лопаревский сельсовет            |
| 20 | Малое Мостовское | село    | ↘373      | Маломостовской сельсовет         |
| 21 | Малое Песьяново  | деревня | ↘178      | Сунгуровский сельсовет           |
| 22 | Малое Середкино  | деревня | ↘122      | Маломостовской сельсовет         |
| 23 | Межеумное        | деревня | ↘96       | Утичёвский сельсовет             |
| 24 | Михайловка       | село    | ↘374      | Михайловский сельсовет           |
| 25 | Многополье       | деревня | ↘18       | Утичёвский сельсовет             |
| 26 | Мокроусово       | село    | ↘4464     | Мокроусовский сельсовет          |
| 27 | Новотроицкое     | деревня | ↘201      | Михайловский сельсовет           |
| 28 | Одино            | село    | ↘347      | Семискульский сельсовет          |
| 29 | Осеева           | деревня | ↘2        | Маломостовской сельсовет         |
| 30 | Отставное        | деревня | ↘66       | Маломостовской сельсовет         |
| 31 | Пивишное         | деревня | ↘94       | Лапушинский сельсовет            |
| 32 | Полой            | деревня | ↘0        | Рассветский сельсовет            |
| 33 | Пороги           | деревня | ↘191      | Мокроусовский сельсовет          |
| 34 | Рассвет          | село    | ↘386      | Рассветский сельсовет            |
| 35 | Селезнево        | деревня | ↗2        | Куртанский сельсовет             |
| 36 | Семискуль        | деревня | ↘0        | Семискульский сельсовет          |
| 37 | Сливное          | деревня | ↗33       | Лопаревский сельсовет            |
| 38 | Старопершино     | село    | ↘397      | Старопершинский сельсовет        |
| 39 | Сунгурово        | село    | ↘483      | Сунгуровский сельсовет           |
| 40 | Тетерье          | деревня | ↘106      | Утичёвский сельсовет             |
| 41 | Травное          | село    | ↘664      | Травнинский сельсовет            |
| 42 | Уварово          | село    | ↘311      | Уваровский сельсовет             |
| 43 | Утичье           | село    | ↘479      | Утичёвский сельсовет             |
| 44 | Фатежская        | деревня | ↘226      | Щигровский сельсовет             |
| 45 | Чесноково        | деревня | ↘148      | Мокроусовский сельсовет          |
| 46 | Шелепово         | село    | ↘359      | Шелеповский сельсовет            |
| 47 | Щигры            | село    | ↘121      | Щигровский сельсовет             |

### Упразднённые населённые пункты
- В 2001 году упразднена деревня Белое[28].
- В 2007 году упразднена деревня Комсомольская[29].

## Экономика
Основу экономики района составляет сельскохозяйственное производство. Самые значительные по объёмам производимой продукции предприятия района — СХК «Большекаменский» и КЛХ «Заветы Ленина», специализированные на выращивании крупного рогатого скота и зерновых культур. Промышленность представлена комбикормовым заводом и заводом «Казеин».

## Пресса
С июля 1931 и до упразднения района в 1963 году издавалась газета «Ленинский путь». С 1965 года издаётся газета «Восход».

## Известные жители
- Герои Советского Союза, родившийся на этой территории: М.И. Каюкин (1918—1965), И.П. Кондратьев (1922—1996), А.М. Ситников (1925—2005)
- Герои Социалистического Труда, родившиеся на этой территории: Д.В. Мезенцев (1926—1991), А.С. Пичугин (1927—2008)

### Руководители органов исполнительной власти

#### Председатель исполнительного комитета Мокроусовского районного Совета народных депутатов
- август 1985 — 1991 — Качанов Михаил Александрович

#### Глава Администрации Мокроусовского района
- 1991 — август 2004 — Качанов Михаил Александрович

#### Глава Мокроусовского района
- август 2004 — декабрь 2019 — Кизеров Владимир Ильич
- с 5 декабря 2019 — Демешкин Владимир Владимирович; с 1 июня 2022 — руководитель ликвидационной комиссии; юридическое лицо Администрация Мокроусовского района (ИНН 4515001980) находится в стадии ликвидации.

#### Глава Мокроусовского муниципального округа Курганской области
28 июля 2022 года зарегистрирована Администрация Мокроусовского муниципального округа Курганской области (ИНН 4500002839)
- с 18 июля 2022 — Демешкин Владимир Владимирович

### Руководители органов законодательной власти

#### Председатель Мокроусовского районного представительного собрания
Мокроусовское районное представительное собрание сформировано в 1996 году в соответствии с Законом Курганской области от 05 февраля 1996 года № 37 «О местном самоуправлении в Курганской области» и Законом Курганской области от 22 июля 1996 года № 67 «О выборах депутатов представительных органов местного самоуправления Курганской области». В соответствии с Уставом района были избраны 7 депутатов.
- I созыв (выборы 24 ноября 1996 — 2000) — Качанов Михаил Александрович
- II созыв (выборы 26 ноября 2000 — 2004) — Петров Олег Николаевич

#### Председатель Мокроусовской районной Думы
В соответствии с Уставом района были избраны 15 депутатов.
- III созыв (выборы 28 ноября 2004 — 2010) — Мельник Александр Степанович
- IV созыв (выборы 14 марта 2010 — 2015) — Тарков Валентин Иванович
- V созыв (выборы 13 сентября 2015 — 2020) — Мельник Александр Степанович
- VI созыв (выборы 13 сентября 2020 — 2022) — Кизеров Владимир Ильич; с 31 мая 2022 года — председатель ликвидационной комиссии, юридическое лицо Мокроусовская районная Дума (ИНН 4515004740) ликвидировано 1 марта 2023 года

#### Председатель Думы Мокроусовского муниципального округа
3 августа 2022 года зарегистрирована Дума Мокроусовского муниципального округа Курганской области (ИНН 4500003039) 
- I созыв (выборы 24 апреля 2022 — 2025) — Кизеров Владимир Ильич